# 2010년 동계 올림픽 아르메니아 선수단
2010년 동계 올림픽 아르메니아 선수단은 캐나다 밴쿠버에서 개최된 2010년 동계 올림픽에 참가한 올림픽 아르메니아 선수단이다.

## 알파인 스키
| 선수                     | 종목      | 1차시기 | 2차시기 | 총계 | 순위 |
| ------------------------ | --------- | ------- | ------- | ---- | ---- |
| 아르센 네르시시안        | 남자 회전 | 실격    | 실격    | 실격 | 실격 |
| 아니 마틸다 세레브라키안 | 여자 회전 | 실격    | 실격    | 실격 | 실격 |

## 크로스 컨트리 스키
| 선수                  | 종목           | 결과    | 결과 |
| 선수                  | 종목           | 시간    | 순위 |
| --------------------- | -------------- | ------- | ---- |
| 크리스티네 하차트리안 | 여자 10km 프리 | 34:17.5 | 2    |
| 세르게이 미카옐리안   | 남자 15km 프리 | 37:58.9 | 3    |

## 같이 보기
- 2010년 하계 청소년 올림픽 아르메니아 선수단

## 참고 자료
- (영어) “Armenia at the 2010 Vancouver Winter Games”. SR/Olympic Sports. 2012년 8월 29일에 원본 문서에서 보존된 문서. 2011년 10월 9일에 확인함.